# Dekanat Eichstätt
Das Dekanat Eichstätt ist ein Dekanat der römisch-katholischen Kirche im Bistum Eichstätt. Im Dekanat leben rund 59.000 Katholiken auf etwa 860 km². Territorial umfasst das Dekanat den Landkreises Eichstätt und die Teile des Landkreises Neuburg-Schrobenhausen, welche zum Bistum Eichstätt gehören. Es wurde am 12. Juni 2011 aus den ehemaligen Dekanaten Eichstätt, Gaimersheim und Beilngries gegründet. Erster Dekan war Domkapitular Franz Mattes. Jetziger Dekan ist Josef Funk. Es gehören 60 Pfarreien zum Dekanat Eichstätt. Am Ostersonntag, dem 16. April 2017, wurde das Dekanat in vierzehn Pastoralräume organisiert.

## Liste der Pfarreien
- Pfarrverband Eichstätt 10084 Katholiken
  - Dompfarrei
  - Hl. Familie
  - Hl. Geist (Spitalpfarrei)
  - Obereichstätt
  - Rebdorf
- Pfarrverband Beilngries 7245 Katholiken
  - Beilngries
  - Enkering
  - Haunstetten
  - Kinding
  - Kirchanhausen
  - Kirchbuch
  - Köttingwörth
  - Paulushofen
- Pfarrei Gaimersheim 5168 Katholiken
  - Gaimersheim
- Pfarrverband Buxheim-Eitensheim 4567 Katholiken
  - Buxheim
  - Eitensheim
- Pfarrverband Nassenfels 4517 Katholiken
  - Bergen
  - Bergheim
  - Egweil
  - Joshofen
  - Meilenhofen
  - Nassenfels
  - Unterstall
- Pfarrverband Denkendorf 4202 Katholiken
  - Denkendorf
  - Dörndorf
  - Gelbelsee
  - Irfersdorf
  - Irlahüll
  - Zandt
- Pfarrverband Böhmfeld-Hitzhofen-Hofstetten 4050 Katholiken
  - Böhmfeld
  - Hitzhofen
  - Hofstetten
- Pfarrverband Kipfenberg 3159 Katholiken
  - Kipfenberg
  - Schelldorf
  - Pfahldorf
- Pfarrverband Maria-End 2927 Katholiken
  - Dollnstein
  - Ensfeld
  - Mörnsheim
- Pfarrverband Juraalb-Anlautertal 2892 Katholiken
  - Altdorf
  - Emsing
  - Erkertshofen
  - Kaldorf
  - Morsbach
  - Titting
- Pfarrverband Adelschlag 2679 Katholiken
  - Möckenlohe
  - Ochsenfeld
  - Pietenfeld
- Pfarrverband Rupertsbuch-Schernfeld-Schönfeld 2475 Katholiken
  - Rupertsbuch
  - Schernfeld
  - Schönfeld
- Pfarrverband Jura-Alb
  - Pollenfeld
  - Preith
  - Wachenzell
- Pfarrverband Maria u. Johannes u. d. Kreuz 2039 Katholiken
  - Gungolding
  - Schambach
  - Walting